# Сова, Пётр Петрович
Петр Петрович Сова (11 июля 1894 — 10 июня 1984) — историк и исследователь Закарпатья, первый заместитель председателя Народной Рады Закарпатской Украины (1944-1945).

## Биография
Его отец был греко-католическим священником. В десятилетнему возрасте он поступил в гимназию города Бардеев, откуда перешел учиться в Пряшевскую гимназию, которую окончил в 1913 году.

## Избранные труды
- «Прошлое Ужгорода» (1937)
- «Архитектурные памятники Закарпатья» (1958)
- перевод «Слова о полку Игореве» на венгерский язык
- статьи по археологии Закарпатья;